# TOEFL
De TOEFL, wat staat voor Test of English as a Foreign Language (toets van het Engels als vreemde taal), is de benaming voor een officiële toets waarmee iemand kan nagaan hoe goed hij of zij het Engels als tweede taal beheerst. De test onderzoekt onder andere de beheersing van de Engelse taal in woord (spreken, luisteren) en geschrift (schrijven, lezen).
De TOEFL is soms een toelatingseis voor buitenlandse studenten op (Amerikaanse) scholen en universiteiten. Ook overheidsinstellingen of bedrijven waarbij beheersing van de Engelse taal een vereiste is, kunnen als voorwaarde stellen dat potentiële nieuwe werknemers de TOEFL hebben afgelegd. Een TOEFL-score is twee jaar geldig daar iemands taalvaardigheid in de loop der jaren sterk kan veranderen.
De TOEFL-test is een geregistreerd merk van het Educational Testing Service (ETS) en wordt wereldwijd afgenomen. De TOEFL-examencommissie bestaat uit twaalf specialisten op het gebied van taalvaardigheid, spelling, onderzoek en onderwijs. De commissie heeft als belangrijkste taak te adviseren over de inhoud van de toets.

## Geschiedenis
In 1962 werd een nationale raad opgericht met vertegenwoordigers uit dertig overheden en privéorganisaties, met het doel om de kwaliteit van de Engelse taal te verbeteren bij mensen die deze niet als moedertaal hadden, maar wel graag aan een Amerikaanse universiteit wilden gaan studeren. Deze raad gaf opdracht tot het opzetten van het TOEFL-examen voor het studiejaar 1963 – 1964.
De test werd ontwikkeld door het Center for Applied Linguistics onder leiding van Charles A. Ferguson van Stanford University. In 1964 werd TOEFL voor het eerst ingevoerd door de Modern Language Association, met financiële steun van de Ford Foundation en Danforth Foundation.
In 1965 namen The College Board en ETS de verantwoordelijkheid voor het verder uitvoeren van de TOEFL.

## Opzet
Sinds 2005 kan de TOEFL op twee manieren afgenomen worden: via internet of op papier. De twee versies verschillen enigszins.

### Internet
De Internettest (IBT) werd in 2005 ingevoerd. De test mag maximaal eens per week door dezelfde kandidaat worden gemaakt, en bestaat uit de volgende onderdelen:
Lezener moeten drie tot vier pagina’s van elk ongeveer zevenhonderd woorden worden gelezen, waarna er vragen worden gesteld. De pagina’s gaan over academische onderwerpen die men kan verwachten op een universiteit. Men hoeft geen voorkennis over het onderwerp te hebben om de vragen te kunnen beantwoorden. Er worden per tekst twaalf tot veertien vragen gesteld. Dit onderdeel duurt maximaal 80 minuten.
Luisterenhierbij moet worden geluisterd naar zes fragmenten van drie tot vijf minuten, gevolgd door vragen. Elk fragment is een conversatie tussen twee sprekers. Dit onderdeel duurt maximaal 90 minuten.
Sprekendit deel bestaat uit twee losse opdrachten en vier geïntegreerde. Bij de losse opdrachten worden deelnemers getoetst op hun vermogen om spontaan te spreken en hun meningen of ideeën duidelijk te formuleren. Bij de geïntegreerde opdrachten moeten de deelnemers mondeling vragen beantwoorden en gesprekken aangaan aan de hand van een tekst. Dit onderdeel duurt maximaal 20 minuten.
SchrijvenHierbij moeten deelnemers een samenvatting schrijven van een tekst die hen wordt voorgelezen, en een essay schrijven over een bepaald onderwerp. Bij het essay moeten de deelnemers hun eigen mening over het onderwerp toelichten. Dit onderdeel duurt maximaal 50 minuten.

### Papier
De papieren versie van de test vergt ongeveer drie uur. De onderdelen zijn hetzelfde als bij de internettest:
Luisteren (30 tot 40 minuten)dit onderdeel bestaat uit drie onderdelen: eerst dertig vragen over een kort gesprek, dan acht vragen over een langer gesprek en als laatste onderdeel twaalf vragen over een lezing.
Structuur en geschreven uitdrukkingen (25 minuten)dit onderdeel bestaat uit vijftien opdrachten waarin de kandidaat een zin correct moet afmaken, en 25 opdrachten waarbij een fout moet worden opgespoord in een zin.
Lezen (55 minuten)hierbij moeten vijftig vragen over een te lezen tekst worden beantwoord.
Schrijven (30 minuten)hierbij moet een essay van 250 tot 300 woorden worden geschreven.

## TOEFL Junior
Voor middelbare scholieren van elf tot veertien jaar bestaat een aangepaste versie van de test, de TOEFL Junior.